# Buscheto
Buscheto ou Buschetto (Pise, XIe – XIIe siècles) est un architecte italien.

## Biographie
.

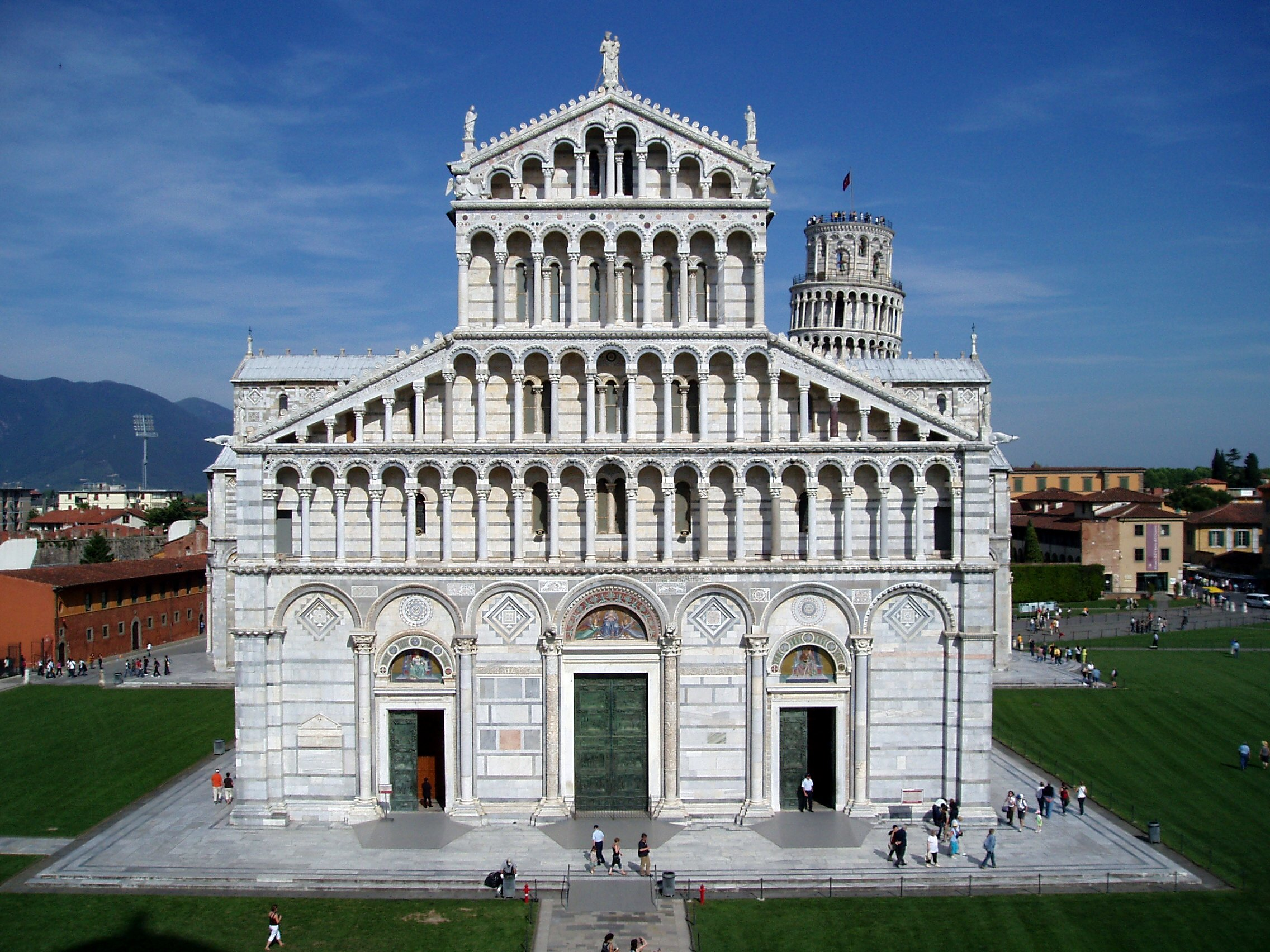
La cathédrale de Pise

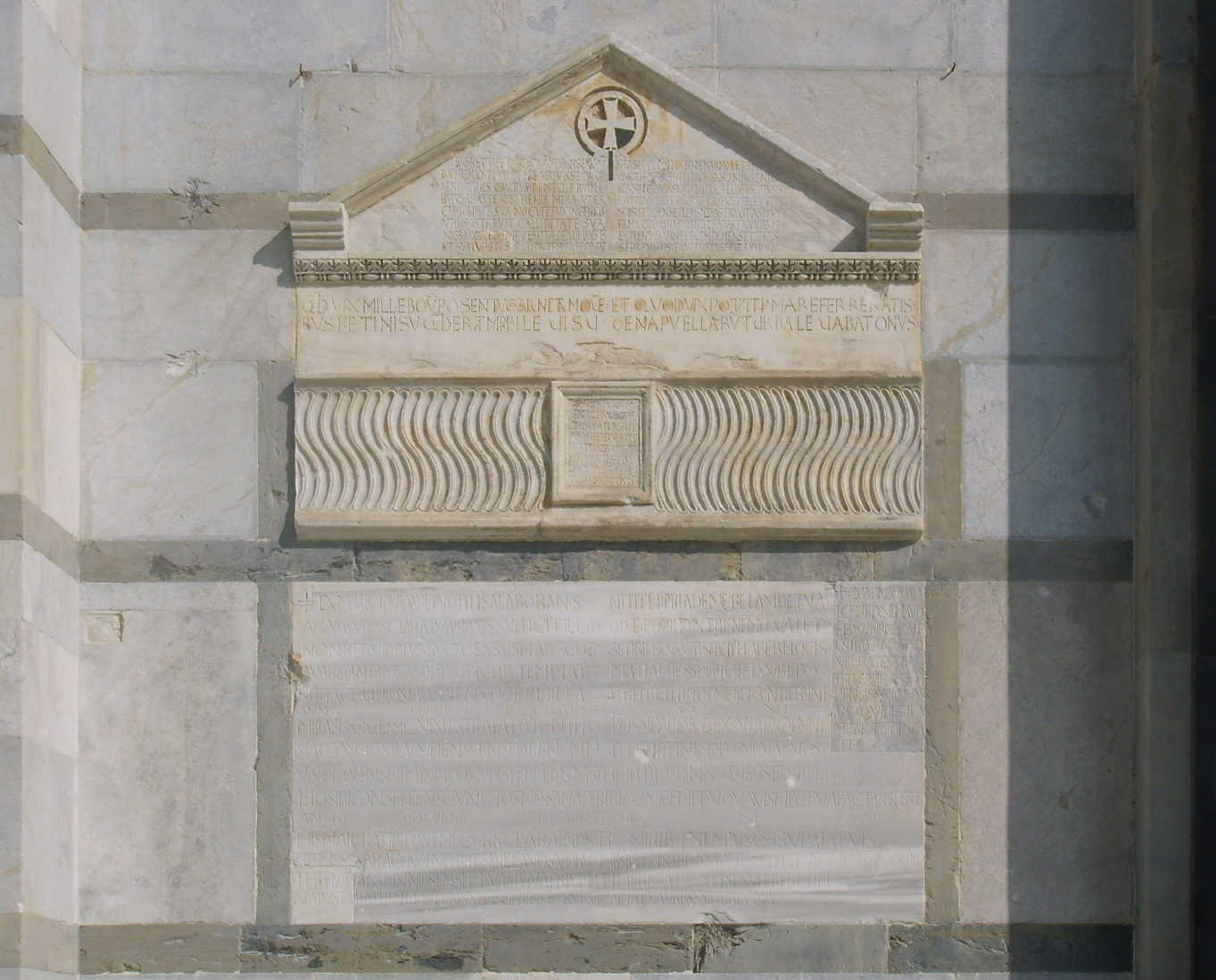
Sépulture de Buscheto sur la façade de la cathédrale

On ne sait pratiquement rien de sa vie. Né vers 1030, il est chargé en 1064 de reconstruire la cathédrale de Pise.
Son nom ou surnom est probablement d'origine grecque et lui-même d'origine byzantine ou arménienne. Giorgio Vasari le définit « greco ».
La plaque commémorative de sa tombe, un sarcophage d'époque romaine qui le définit nouveau Dédale comporte l'inscription suivante:

En latin :

« BUSKET. IACET HIC QUI MOTIB. INGENIORÛ

DULICHIO FUR PREVALUISSE DUCI

MENIB. ILIACIS CAUTUS DEDIT ILLE RUINÂ

HUIUS AB ARTE VIRI MENIA MIRA VIDES

CALLIDITATE SUA NOCUIT DUX INGENIOS.

UTILIS ISTE FUIT CALLIDITATE SUA

NIGRA DOM. LABERINTHUS ERAT TUA DEDALE LAUS E.

AT SUA BUSKETÛ SPLENDIDA TEMPLA PROBANT

N. HABET EXÊPLÛ NIVEO DE MARMORE TÊPLÛ

QUOD FIT BUSKETI PRORSUS AB INGENIO

RES SIBI COMISSAS TEMPLI CÛ LEDERET HOSTIS

PROVIDUS ARTE SUI FORTIOR HOSTE FUIT

MOLIS ET IMMENSE PELAGI QUAS TRAXIT AB IMO

FAMA COLUMNARUM TOLLIT AD ASTRA VIRUM

EXPLENDIS A FINE DECEM DE MENSE DIEBUS

SEPTEMBRIS GAUDENS DESERIT EXILIUM

QD VIX MILLE BOÛ POSENT IUGA IUNCTA MOVE ET QUOD VIX POTUIT PER MARE FERRE RATIS

BUSKETI NISU QD ERAT MIRABILE VISU DENA PUELLARÛ TURBA LEVABAT ONUS »